# Нельсон, Трейси
Тре́йси Кри́стин Не́льсон (англ. Tracy Kristin Nelson; 25 октября 1963, Санта-Моника, Калифорния, США) — американская актриса

.

## Биография
Трейси Кристин Нельсон родилась 25 октября 1963 года в Санта-Монике (штат Калифорния, США) в семье музыканта Рики Нельсона (1940—1985) и актрисы Кристин Нельсон (1945—2018), которые были женаты 22 года, начиная с 20 апреля 1963 года и до гибели 45-летнего Нельсона в авиакатастрофе 31 декабря 1985 года. У Трейси есть три младших брата, все музыканты: близнецы Мэттью Грей Нельсон и Гуннар Эрик Нельсон (род. 1967), а также Сэм Хилльярд Нельсон (род. 1974).

## Карьера
Начиная с 1968 года, Трейси снялась более чем в 65-ти фильмах и телесериалах.

## Личная жизнь

### Отношения и дети
В 1987—1997 годы Трейси была замужем за актёром Уильямом Р. Моузесом, от которого у неё есть дочь — Ремингтон Элизабет Моузес (род. 11.04.1992). В 2000—2002 годы Нельсон встречалась с актёром Крисом Кларком, от которого у неё есть сын — Элайджа Нельсон Кларк (род. 22.08.2001).

### Проблемы со здоровьем
Нельсон смогла побороть три разных вида рака. В 1987 году, через месяц после её свадьбы с Моузесом и через год после гибели отца, ей был поставлен диагноз лимфогранулематоз во второй стадии. Нельсон вступила в ремиссию после операции, химиотерапии (ABVD) и радиотерапии в больнице Cedars-Sinai в Лос-Анджелесе, штат Калифорния. Перенеся травму от радиации, Нельсон был поставлен диагноз рак щитовидной железы в 2005 году и рак молочной железы в 2010 году. В настоящее время она полностью оправилась от двусторонней мастэктомии и полной реконструкции. Нельсон активно занимается пропагандой исследований рака и была представителем Американского фонда исследований лимфомы. Она получила награду «Lifesaver Award» от этой организации и «Jill Ireland Award» от Фонда рака Ами Карен для детей.